# Bandhagen (stacja metra)
Bandhagen – powierzchniowa stacja sztokholmskiego metra, leży w Sztokholmie, w Söderort, w dzielnicy Enskede-Årsta-Vantör, w części Bandhagen. Leży na zielonej linii T19, między Stureby a Högdalen. Dziennie korzysta z niej około 3200 osób.
Stacja znajduje się na wiadukcie nad Trollesundsvägen. Posiada jedno wyjście zlokalizowane przy Bandhagsplan. Stację otworzono 22 listopada 1954, oddano do użytku wówczas odcinek Stureby-Högdalen. Posiada jeden peron.

## Sztuka
- Składana linijka i 19-tonowy blok piaskowca (zdjęcie), Freddy Fraek, 1983[3]

## Czas przejazdu
| Linia | Stacja          | Czas przejazdu | Stacja                                                    | Czas przejazdu                           |
| T19   | Hagsätra        | 6 min          | Gullmarsplan Slussen Gamla stan T-Centralen Alvik Åkeshov | 9 min 13 min 14 min 18 min 31 min 38 min |
| T19   | Hässelby strand | 50 min         | Gullmarsplan Slussen Gamla stan T-Centralen Alvik Åkeshov | 9 min 13 min 14 min 18 min 31 min 38 min |

## Otoczenie
W najbliższym otoczeniu stacji znajdują się:
- Studémaskolan
- Bandahagens gymnasium
- Bandahagens bollplan